# 刘玉明 (亚泰集团)
刘玉明（1955年7月4日—2019年7月20日），祖籍山东，生于吉林省长春市，中国足球职业经理人，中国共产党党员，正高级经济师、正高级政工师，2002年至2019年任长春亚泰足球俱乐部董事长、2002年至2017年任长春亚泰足球俱乐部总经理。刘玉明在2007年被选为中超公司监事会主席，2010年起连续三次被选为中超公司董事。

## 早年
刘玉明出生于1955年夏天，是家中次子。他的父母后来又生了两个儿子、两个女儿，家里一共有六个孩子。刘玉明小的时候，全家住在长春市重庆路附近中共吉林省委宿舍的一间小屋里，父母工资微薄。1975年，刘玉明下乡做知青，不久回城工作。他开始是在双阳县的一家公司上班，后来这家公司被亚泰集团收购，刘玉明成了亚泰集团的员工。

## 长春亚泰足球俱乐部
1996年，亚泰集团成立长春亚泰足球俱乐部。当时，刘玉明的职位是亚泰集团策划部主任。他在俱乐部成立仪式上担任了主持人，也参与了一些后续工作，多次主持俱乐部的公开活动。俱乐部当时的总经理是于伟华，但是很多人认为实际上的总经理是刘玉明。2000年起，刘玉明兼任俱乐部的新闻发言人。2001年，张嘉诚接替于伟华出任长春亚泰足球俱乐部总经理，刘玉明出任执行董事，负责俱乐部工作。这一年，长春亚泰取得甲B联赛第二名，但由于甲B五鼠事件而被剥夺升级资格。为讨回升级名额，俱乐部向北京市二中院起诉了中国足协。2002年，张嘉诚离任，刘玉明成为亚泰俱乐部的董事长兼总经理。媒体认为，他是中国足球的第一代职业经理人。2003年，长春亚泰夺得甲B联赛冠军。俱乐部搜集了辽宁足球俱乐部（简称辽足）材料造假的证据，向中国足协申诉，请求中国足协取消辽足的中超联赛参赛资格，但最终失败了。2005年，长春亚泰升入中超联赛。升入中超联赛后，刘玉明不再与中国足协激烈对立。他在2007年被选为中超公司监事会主席。俱乐部在2007年夺得了中超联赛冠军。2010年起，他连续担任了三届中超公司董事。主管长春亚泰俱乐部期间，刘玉明采用小本经营的策略。2017年，由于健康原因，刘玉明不再每天到俱乐部上班，卸去总经理职务，仅担任董事长。俱乐部事务交由新任总经理兼领队杨敬东管理。2018年下半年，刘玉明回到俱乐部工作，操作引进外援阿德里安·梅澤耶夫斯基。球员表现不错，但转会花费不大，转会费仅50万美元，且为分期付款。2018年11月11日，长春亚泰降级。当天，刘玉明公开表示，长春亚泰队一定要从中甲重新杀入中超。

### 甲B五鼠事件与状告中国足协
2001年中国足球甲B联赛最后一轮之前，上海中远提前冲入甲A联赛，成都五牛、长春亚泰、江苏舜天三队竞争另外一个升级席位。倒数第二轮成都五牛以11比2击败绵阳太极。最后一轮比赛，成都五牛4比2击败江苏舜天，长春亚泰6比0击败浙江绿城。长春亚泰与成都五牛积分相同，但长春亚泰以一个净胜球的优势超越成都五牛，排名联赛第二位，拿到升级席位。然而，成都队与绵阳队比赛罕见的大比分、最后一轮长春队与成都队短时间内的连续进球、浙江队球员抗议裁判导致比赛中段等等事件，让最后两轮比赛迅速引发了争议。2001年10月15日，中国足协决定重罚涉事球队和球员，长春亚泰的升级资格被取消。17日下午，亚泰俱乐部召开新闻发布会，总经理张嘉诚宣读了俱乐部声明，要求中国足协恢复长春亚泰的升级资格。读毕，他又拿出准备好的稿件，宣读了个人声明，称自己要辞去俱乐部总经理职务、退出中国足坛，当场将证件交给一旁的刘玉明。据报道，刘玉明并未预料到张嘉诚突然辞职，一时不知所措，只得安抚张嘉诚，希望他在辞呈获批前继续履职。20日，刘玉明主持了另一场新闻发布会，宣读了俱乐部声明，坚持要求恢复升级资格；如中国足协给出申诉、仲裁结果不公正，俱乐部将向亚足联、国际足联申诉，向人民法院提起诉讼。俱乐部声明称，不同意张嘉诚的辞职请求。
2001年10月23日，长春亚泰俱乐部按照程序正式向中国足协提出申诉。然而，中国足协并未按照自己的规定在15日内给出答复。2002年1月19日下午，长春亚泰在北京中国大饭店召开新闻发布会，宣布俱乐部已在1月7日向北京市第二中级人民法院对中国足协提起行政诉讼，要求撤销足纪字（2001）14号处理决定，恢复长春亚泰升级资格，撤销对长春亚泰俱乐部、教练、球员的处罚，要求中国足协赔偿经济损失300万元人民币。媒体透露，这场新闻发布会的主持人本应是刘玉明，但是中国足协高层在18日晚间秘密会见刘玉明，亚泰俱乐部最终决定有所保留，改让张嘉诚主持发布会。长春亚泰队的部分教练和球员也同时对中国足协提起行政诉讼。1月23日，北京市二中院裁定两案不符合行政诉讼法规定的受理条件，决定不予受理。1月28日，长春亚泰俱乐部请求北京市高级人民法院撤销北京市二中院裁定、裁定受理此案。29日，吴长淑等12名全国人大代表向全国人大常委会提交意见书，请求法院尽快受理长春亚泰诉中国足协案。2月中，此意见书经全国人大常委会受理、研究后，批转北京市高院和北京市中院。3月初的九届全国人大五次会议上，吴长淑等36名全国人大代表联名提交了《关于要求最高人民法院敦促北京市人民法院依法受理长春亚泰足球俱乐部诉中国足协行政诉讼案的议案》，谷长春等20名全国人大代表联名提交了《关于中国足协章程排斥司法介入的合法性及中国足协管理问题的意见》。中国足协最终以安抚的手段平息了此案，长春亚泰撤诉。

### 辽足亚泰中超资格之争
2003年中国足球甲B联赛中，长春亚泰夺得冠军。这一年的甲A、甲B联赛结束后，中国足协将其改组为中超、中甲联赛。身为甲B联赛冠军，长春亚泰申报候补中超联赛参赛资格。首届中超联赛参赛球队为12支。中国足协决定，由甲A联赛选出的12支球队优先参加中超，之后为甲B联赛冠亚军，再后是甲A联赛中的其他球队。中国足协在2003年12月公布了18条中超俱乐部标准，达不到标准的球队不能参加中超联赛，由其后的球队递补。长春亚泰必须挤掉一支球队才能进入中超。亚泰将目光瞄准了辽宁足球俱乐部，收集了辽宁队不符合中超参赛标准的证据。
2004年2月10日，长春亚泰俱乐部董事长刘玉明在北京参加了中超资格互审公示会。当天，辽宁青年队的十几名家长来到中国足协办公楼，要求辽宁足球俱乐部解决拖欠工资。11日，刘玉明来到中国足协，提交了辽宁足球俱乐部与万林基地在合作、增资扩股、财务、梯队等方面违反中超俱乐部标准的证据，并向中国足协领导郎效农、阎世铎、杨一民各提交了一份复印件。据媒体报道，中超办公室主任郎效农回应称“想进中超很好，但亚泰不能毫无原则和根据的质疑别人，怎么可以四处乱咬？”中国足协原定在2月16日公布中超俱乐部名单，但后来决定推迟；媒体透露，中国足协主席办公会认为辽足材料并无问题。21日深夜，中国足协公布了中超俱乐部名单，长春亚泰落选。足协声称，如果有新的文件致使俱乐部提交的资料被撤销、使俱乐部不符合参赛资格，足协可在3月6日前剥夺其参赛资格。
3月5日，长春亚泰俱乐部向中国足协提交证据，质疑辽足的中超联赛参赛资格。长春亚泰称，辽宁足球训练基地经营有限公司持有并使用的国有土地使用证和房屋所有权证可疑，前者使用的是已经废止的公章，后者的文号与文件内容不符。3月6日，公示期结束，中国足协没有公布中超联赛最终参赛资格名单。12日，辽宁足球俱乐部承认此前向足协提交了虚假材料，但是他们认为资料造假是万林基地的行为，与俱乐部无关。辽宁俱乐部声称，他们掌握了长春亚泰俱乐部资金违规的证据，按照中超准入标准长春亚泰同样没有参赛资格。14日，中国足协召集中超委员会紧急全体会议，邀请11家中超俱乐部就辽足、亚泰中超参赛资格一事进行公决，表决结果为辽足9票、亚泰2票。18日上午，中国足协在大宝饭店召开新闻通气会，正式宣布辽宁足球俱乐部的中超联赛参赛资格有效。足协认为，两份假文件并不足以剥夺辽足的参赛资格；此外，两份假文件都经过了公证，无法证明辽足有主观故意。新闻通气会前一个小时，中国足协请刘玉明等人到中国足协办公楼内同足协副主席阎世铎等人会谈，会谈直到下午才结束，刘玉明并不知道这期间足协正在召开发布会。当天，刘玉明批评足协公然践踏法律、违反足协章程。
3月18日中国足协新闻发布会后，长春亚泰俱乐部全体股东召开会议，发表了六点声明。声明称，全体股东将转让俱乐部股权；要求中国足协赔偿经济损失；俱乐部保留法律诉讼的权力；俱乐部将向亚足联和国际足联申诉；谴责中国足协包庇造假、纵容造假、不作为；要求国家机关依法治理足球环境。19日下午，亚泰俱乐部在北京亚泰饭店召开新闻发布会，刘玉明展示了辽足资料造假的证据。发布会前，刘玉明声称他手里的证据足够把某些人送进监狱。长春亚泰照常参加了这一年的中甲联赛。亚泰状告中国足协一事，因相关部门压制，最终也不了了之。报道称，争夺中超资格期间，刘玉明多次收到恐吓电话、短信。

## 病逝
2019年7月20日凌晨1时，刘玉明因胃癌不治在医院病逝，享年64岁。当晚的中国足球甲级联赛长春亚泰与南通支云的比赛前，两队球员在中圈为刘玉明默哀。比赛伤停补时阶段，长春亚泰队打入一球，全队球员两手指天、向刘玉明致哀。刘玉明的追悼会于2019年7月22日上午8时在长春市殡仪馆西厅举行。